# سبل السلام شرح بلوغ المرام (كتاب)
سبل السلام شرح بلوغ المرام من أدلة الأحكام هو كتاب ألفه محمد بن إسماعيل الصنعاني، لشرح كتاب بلوغ المرام من أدلة الأحكام الذي ألفه الإمام ابن حجر العسقلاني، ويمتاز هذا الكتاب بعدة خصائص في موضوعه منها جمع أحاديث الأحكام، فالمؤلف أورد من أحاديث النبي محمد ﷺ أصحها وأقواها دليلا، وأختصر الطوال اختصارا بديعا، وأهتم ببيان درجة كل حديث من الصحة والحسن والضعف، مع الإشارة إلى كثير من العلل، وأستحق هذا الكتاب لقب قاموس السنة.

## منهج الكتابة
يذكر ترجمة مختصرة للراوي الأعلى للحديث؛ ثم يبين مفردات الحديث مبينا وضابطا للألفاظ ضبطا لغويا؛ ثم يذكر الفوائد الفقهية في الحديث؛ ثم يبين طرفا من تراجم من أخرج الحديث؛ ومبينا درجة الحديث من الصحة أو الضعف. وبذلك يكون الكتاب حاويا لجملة كبيرة من الفوائد في الفقه، والحديث، وتراجم الصحابة الكرام؛ ومصطلح الحديث؛ واللغة العربية؛ مع الاختصار غير المخل؛ مبتعدا عن التطويل الممل.